# قلعة ثيرلاند
قلعة ثيرلاند (بالإنجليزية: Thurland Castle) هي منزل ريفي تاريخي يقع في لانكشر، إنجلترا، وقد تم تحويله لاحقًا إلى شقق سكنية خاصة. تقع القلعة في منطقة مشجّرة على ربوة محاطة بخندق مائي (موات)، بين قريتي كانتسفيلد وتونسيت في وادي لون، ويُعتقد أنها كانت في الأصل منشأة دفاعية، وهي واحدة من عدة قلاع كانت منتشرة في هذا الوادي.

## الموقع الجغرافي
تقع القلعة على تلة طبيعية تحيط بها المياه من جهتين: نهر غريتا إلى الجنوب، و"كانت بِك" (Cant Beck) إلى الشمال. يُضيف هذا الموقع طابعًا طبيعيًا ودفاعيًا إلى القلعة، ما كان له أهمية استراتيجية عند إنشائها في العصور الوسطى.

## التاريخ
تم بناء القلعة في الأصل خلال القرن الرابع عشر، ويُعتقد أن أول من شيدها هو أحد أفراد عائلة تريفتون (Troughton). تعرضت القلعة لأضرار جسيمة خلال الحرب الأهلية الإنجليزية في القرن السابع عشر، وخضعت لعدة عمليات ترميم وتعديل على مر القرون التالية.
في القرن التاسع عشر، أُعيد تصميم القلعة جزئيًا على الطراز القوطي، ثم تضررت مجددًا بفعل حريق اندلع في عام 1879. وبعد إعادة الإعمار، استُخدمت لاحقًا كمقر خاص، ثم تم تقسيمها إلى شقق سكنية في أواخر القرن العشرين.

## الوضع الحالي
اليوم، تُعد قلعة ثيرلاند مبنى مدرجًا من الدرجة الثانية* في قائمة التراث الوطني بإنجلترا، مما يعني أنها ذات أهمية تاريخية ومعمارية خاصة. لا تُفتح القلعة للعامة، إذ تُستخدم كمجمع سكني خاص، إلا أن الموقع من الخارج ما زال يُحافظ على طابعه التاريخي الفريد ضمن بيئة طبيعية هادئة.